# Pallacanestro Trieste 1980-1981
Questa voce raccoglie le informazioni riguardanti la Pallacanestro Trieste nelle competizioni ufficiali della stagione 1980-1981.

## Stagione
Proveniente dalla serie A2, la dirigenza triestina cerca di rinforzare la rosa, ma incappa in una campagna acquisti destinata a rivelarsi fallimentare. Dopo aver ingaggiato l'italo-american-messicano Carlos Mina, che farà un campionato deludente, si cerca in particolare un centro di grido per sostituire Bradley, ritenuto inadeguato a tenere il campo contro i pivot del massimo campionato. L'Hurlingham rischia tutto puntando su Marvin Barnes, giocatore dal passato burrascoso. Dotato di grandissimo talento e di mezzi fisici impressionanti, Barnes ha fatto grandi cose nella American Basketball Association (ABA) per poi sprofondare nell'inferno della droga e del crimine. Nella NBA non ne vogliono più sapere, Trieste decide di dargli una chance ma perde la scommessa. Appesantito e svogliato, Barnes fa vedere pochi sprazzi del gioco stratosferico di cui è stato capace in passato, e si fa notare soprattutto per le sue "imprese" lontano dai parquet. Dopo sole 7 partite arriva il taglio, inevitabile, e la sostituzione con il giovane Dave Lawrence. La squadra accusa il colpo, paga anche una certa inesperienza perdendo molte partite per pochissimi punti, e a fine stagione retrocede in A2. A parziale consolazione, riesce a piazzare Laurel al secondo posto della classifica dei marcatori, con 24 punti di media, alle spalle del solo Bob Morse. Ma la parentesi triestina del tiratore di Philadelphia è giunta al termine: coinvolto assieme ad alcuni compagni in un giro di festini hard e droga, che causa alla società un grave danno di immagine, deve lasciare l'Hurlingham e la città. Ancora oggi viene ricordato dalla tifoseria.

## Roster
- Roberto Ritossa[1]
- Angelo Baiguera[1]
- Alberto Tonut[1]
- Claudio Scolini[1]
- Mauro Ciuch[1]
- Gino Meneghel[1]
- Carlos Mina[1]
- Marvin Barnes
- Doriano Iacuzzo[1]
- Rich Laurel[1]
- Dave Lawrence[1]
- Pecchi[2]
- Angelo Baiguera[1]
- Allenatore:Gianfranco Lombardi[1]